# Acequias (Granada)
Acequias es una localidad y pedanía española perteneciente al municipio de Lecrín, en la provincia de Granada, comunidad autónoma de Andalucía. Está situada en la parte oriental de la comarca del Valle de Lecrín. Cerca de esta localidad se encuentran los núcleos de Nigüelas, Mondújar y Dúrcal.
Es el más elevado de los siete núcleos que componen el municipio, y está enmarcado entre el cauce del río Torrente, el barranco del Pleito y el cerro Gordo.

## Toponimia
El topónimo deriva del árabe الساقية (as-Sāqīa), «la acequia».

## Historia
En 1569, el Duque de Sessa, enviado por Don Juan de Austria, convirtió Acequias en un campamento y presidio militar con intención de proteger a Órgiva del continuo acoso que padecía durante la Rebelión de los moriscos. Existen diversas casas señoriales, como la de la familia de Doña María de Blanes, que en la actualidad ha sido restaurada a estilo inglés.
Acequias fue un municipio independiente hasta 1967, año en el que se fusionó con Chite, Mondújar, Murchas y Talará para conformar el municipio de Lecrín, al que se uniría seis años más tarde Béznar.
Aunque fue perdiendo bastantes habitantes en la segunda mitad del siglo XX, actualmente se está recuperando gracias a la repoblación procedente del centro-norte de Europa, fundamentalmente ingleses.

## Demografía
| Gráfica de evolución demográfica de Acequias entre 1842 y 1960 |
| |
| Población de derecho según los censos de población del INE Población de hecho según los censos de población del INEEn 1967 este municipio desaparece porque se agrupa en el municipio Lecrín |

Según el Instituto Nacional de Estadística de España, en el año 2017 Acequias contaba con 102 habitantes censados.

## Economía
Sus recursos son principalmente agrícolas: almendras, cerezas, membrillos, etc, aunque también posee un tejar y una fábrica de ladrillos.